# Championnats panaméricains d'escalade
Les Championnats panaméricains d'escalade sont une compétition d'escalade sportive où s'affrontent les représentants des pays d'Amérique dans le cadre d’un certain nombre d’épreuves. Organisés par la Fédération internationale d'escalade, ce rendez-vous existe depuis 2010 ; auparavant, l'Amérique du Nord et l'Amérique du Sud avaient leurs propres championnats. La compétition connaît une longue coupure entre 2012 et 2018. 

## Éditions
| Édition | Ville hôte                        |
| ------- | --------------------------------- |
| 2010    | Quito, Équateur                   |
| 2012    | San Juan de Los Morros, Venezuela |
| 2018    | Guayaquil, Équateur               |
| 2020    | Los Angeles, États-Unis           |